# Cryptoperla klapaleki
Cryptoperla klapaleki is een steenvlieg uit de familie Peltoperlidae. De wetenschappelijke naam van de soort is voor het eerst geldig gepubliceerd in 2007 door Stark & Sivec.